# ドラゴンクエスト モンスターパレード
『ドラゴンクエスト モンスターパレード』は、ツェナワークスが開発しスクウェア・エニックスにより運営されていたブラウザゲーム。略称は『モンパレ』。基本プレイ無料（アイテム課金制）。
シリーズ初のYahoo! JAPANおよびハンゲーム専用タイトルであり、本作をプレイするにはネットワーク環境以外にも、Flash Player 11とYahoo! JAPAN ID か ハンゲームIDが必要であった。後に『ドラゴンクエスト どこでもモンスターパレード』のタイトルでスマートフォン（Android / iOS）版の配信も開始した。ブラウザ版は2019年6月24日にサービスを終了。スマートフォン版『どこでもモンスターパレード』は2020年7月31日にサービスを終了した。

## 概要
ドラゴンクエストシリーズの番外編。本作は『ドラゴンクエストモンスターズ キャラバンハート』に似たストーリーで、作中BGMは主に『スライムもりもりドラゴンクエスト』シリーズのものが流用されているが、ブラウザ版Ver.2からはナンバリングのBGMも使用されるようになった。2013年8月22日にβテストが開始まり同年9月2日に正式にサービスが開始した。
ログインするとログインボーナスがもらえる（主にプレミア屋で販売されている「肉」や「ふくびき補助券」、「みんなスカウトアロー」）。またプレイ開始までの待ち時間には「スライムつまみ」（後述）というミニゲームが楽しめたが、スライムつまみは2014年9月1日のアップデートにて変更され、冒険の書画面から選択してプレイ可能となっている。そしてローディング中には、『ドラゴンクエストX 目覚めし五つの種族 オンライン』（以下『DQX』）と同様にヒントが表示される。
定期メンテナンスは毎週月曜日14:00 - 18:00まで行われる（ただし、月曜が祝日の場合は翌日以降になる）。なお、基本プレイは無料ではあるが、プレミア屋での商品のみアイテム課金になっている。
2013年9月26日から9月30日までの間、『DQX』Windows版発売を記念したコラボイベントが開催された。内容は荒地の大陸でのスカウトチャンス発生率が100%になる点と『DQX』のモンスターで本作では新モンスターとなるトンブレロが同所で登場するようになった点である。
2015年6月25日より『ドラゴンクエスト どこでもモンスターパレード』のタイトルで配信開始。基本プレイ無料（アイテム課金あり）。対応OSはiOSとAndroid。ブラウザゲーム版との違いは定期メンテナンスがない点や（代わりにアップデートでの対応となっている）、ストーリーの続きが毎週火曜日に更新される点。なお、ブラウザゲーム版との連動はできない。
2020年にAdobe Flash Playerにおけるアップデートおよびサポートの終了に伴い、2019年6月24日18:00をもってPC版『ドラゴンクエストモンスターパレード』のサービスを終了した。後に2020年7月31日16:00をもってスマートフォン版『ドラゴンクエストどこでもモンスターパレード』のサービスを終了した。スマートフォン版『どこでもモンスターパレード』のサービス終了後の8月から冒険の記録を閲覧できるWebサイトの公開を予定していたが、制作が遅延しているため公開を延期、2021年3月15日よりwebサイトを公開した。

## ストーリー
Ver.1『夢見の王といにしえの巫女』
「いにしえの巫女を探せ！さもなくば世界は滅びるだろう……」という夢見の王の予言を受け、世界中のキャラバンマスターたちが旅立った。キャラバンマスターとはモンスターを操るチカラをもった選ばれし者たちのことで、全ての冒険者の憧れでもあった。
主人公はキャラバンマスターに憧れる片田舎に住む少年。ある日、何者かに襲われた馬車を助けたことからキャラバンマスターとしての運命が始まる。
Ver.2『守見の書と不思議のオーブ』
主人公の活躍から数か月後、主人公の弟子入りにやって来た少女ノンナと出会い、ロジナ村の村長からお使いを頼まれた直後ハンドの色が石のように変化した。お使いから終わると謎の鳥からブルーオーブを落としたのをそのまま拾い、さらにブルーオーブの光が謎の小島へと道を示され寄ってみると、窪みのある台座にブルーオーブを置くことで謎の神殿が出現したのと同時に影の君と出会う。ロジナ村に帰ってきた時には村人たちはハンドと同じ石の色に変化したのを機会に調査を始め、主人公たちは石の世界へと赴く。石の世界には元々石の人間からやわらかの人間へと変化したものだと聞かされ調査した末にイエローオーブを見つけ出し入手する。イエローオーブを入手した主人公たちは謎の神殿へと再び行き、イエローオーブを台座に置くと謎の神殿の上から一段階成長するかのように伸びていくようになる。オーブと謎の異常現象の真相解明のために再び旅立つ。

## システム
エリアマップ
プレイヤーが今いる大陸が広がる画面。スタミナを1消費してコースを1回進み、拠点へと向かう。拠点には様々な施設（後述）が置かれている。
消費したスタミナは毎朝6時に全快するが、1個につきスタミナを1回復できる道具「にんじん」を使うか、勝利した場合のみスタミナを1回復できるプレイヤー同士のバトル「うでだめし」（後述）でも回復可能。拠点の中には一度行くとルーラリストに登録できるものもあり、ルーラで移動する際にはスタミナを消費しない。
『どこでも』ではエリアマップの移動はスタミナを消費せず、代わりにイベントに挑戦する時のみにスタミナを消費し、消費したスタミナは5分に1回復する。後に消費したスタミナの回復は5分に1回復から3分に1回復へと変更。さらにエリアマップ移動はクエスト方式に変更され、宿屋・教会・酒場・ルーラ移動は廃止、バトルを終了するとHP/MPおよび死亡を含む全ての異常ステータスを全回復する。通常はノーマルモードから始まり、ストーリーの章を一つずつクリアすると次の章へ進めていく。クリアしたストーリークエストは何度でも挑戦できるのと同時にハードモードも挑戦できる。ただし、ハードモードのストーリークエストはスタミナを消費する。
パレード
拠点と拠点を結ぶコースをキャラバンを率いて移動すること。敵モンスターに遭遇するとオートバトルの戦闘になる。
プレイヤーはハンドを操作して仲間モンスターをつまむことで、特技を中断させる・仲間を運ぶといった間接的な支援ができる。その他、モンスター全体の前進・後退、「さくせん」からアイテムの使用・パレードの中断・作戦の変更も可能。仲間モンスターが全滅または馬車が敵に接近され、攻撃されるとパレード失敗となり、最後に立ち寄った教会で復活できるが、所持ゴールドが半分になってしまう。
モンスターには地上・遠隔・空中・大型というカテゴライズがされており、遠隔と空中、大型および呪文や全体攻撃のできる特技を持ったモンスターがいないと空中のモンスターを攻撃することができなくなっている。またモンスターには「おもさ」の概念もあり、一定の数量を超えるとパレードが行えない。レベルを上げることで、「おもさ」の上限を上げることができる。
転生モンスターや魔王などの一部の高ランクモンスターは「パレードスキル」を所有しており、スキルを持つモンスターを入れると戦闘開始時に発動し、自身のチームが強化される。
パレード終了後、宝箱に入った獲得アイテムの中身やMVPが発表され、MVPになったモンスターは追加経験値（通常の1.2倍分）と勲章をもらえる。勲章が10個たまるとMVPルーレットが始まり、味方モンスター全員のHP/MP全回復（当初は対象モンスターのみだった）・対象モンスターのステータスアップ・同じくランクアップ・同じく大きさのアップないしダウンといったいずれかの効果を得ることができたり、新しい特技を覚えることがある。スペシャルMVPルーレットのイベント中はルーレットの内容が豪華になる。またスカウトチャンスが発生することもあり、最大3匹の中からパレード中に倒したモンスター1体を選択してスカウトでき、ランクの高いモンスターほど候補に並ぶ確率が低い。スカウトには成功率があるが、ニクを与えることによって最大99.9%まで確率を上げられる。
『どこでも』では戦闘中敵モンスターをタップするとそのモンスターを集中攻撃できるようになり、戦闘後のMVPは廃止された。スカウトチャンスはイベントのモンスターを除きD、Cランクのみに発生し、ニクはほねつきにくのみとなっている。後に教会の設備が廃止となり、パレード失敗すると所持ゴールドは半分にならなくなった。
おすそわけ
スカウトチャンスにて、他ユーザーのモンスターがスカウト候補に並ぶことがある。期間限定のイベントによっては、過去のドラゴンクエストシリーズの人物が所有する当該作品由来のモンスターがスカウトできることもある。第一弾は『ドラゴンクエストX 目覚めし五つの種族 オンライン』（バージョン2）および『ドラゴンクエストVIII 空と海と大地と呪われし姫君』、第二弾は『ドラゴンクエストモンスターズ2 マルタのふしぎな鍵』（3DS版）からのおすそわけとなっている。スカウト候補はいずれも高レベル・高ランクで、ゲームの進み具合によっては即戦力クラスとなるモンスターばかりである。
イベントバトル
1日の一定時間内にゴールドラッシュやメタルラッシュの他に日替わりで武器・防具・強化用の種を入手、転生モンスターのスカウトのバトルに参加できる。参加するスタミナのポイントは難易度別に異なる。また、スタミナを10ポイント消費して1週間限定のSSランクの武器もしくは防具のイベントバトルも存在する。クリアしていく度に敵モンスターが強化して難易度も上がっていく。月に1度、冥界の門と呼ばれるイベントバトルは存在し、クリアする報酬は無償ジェムや強化用の種アイテム各50個やメタルスライム系モンスター、さらに紋章や肩書きなどもある。
マルチバトル
『どこでも』のみに登場。最大4人で敵モンスターと戦い、プレイヤーがモンスターに指示をして行動させる。モンスターにはアクションゲージが設定されており、すばやさが高いほど早く貯まり、最大まで貯まると行動できるが、つまんでいるモンスターのゲージは貯まらない。最後に戦うボス敵は一定時間が経過すると怒り出し、ステータスが上がるだけでなく、ボス敵の標的にされた場合つまんで回避することができなくなる。クリアすると報酬を獲得できるが、使用モンスターのうんのよさが高いと多く貰える。激闘バトルの難易度は小級・中級・上級・超級・獄級の4種類。カギ掲示板から超級と獄級の鍵を持つプレイヤーをタップして参加できる。日替わりで2色ずつのランクアップ素材アイテムのかけら・宝石・オーブのマルチバトルを参加してクリアすると稀に入手できる。『どこパレ』のリリース当初からは呪文を習得する「あくまの書」を2種類ずつ攻撃と補助の交互による日替わりで行われた。2019年3月26日からとくぎの書庫実装に伴って呪文の習得する「あくまの書」は「とくぎの書」の変更と同時に廃止となった。輝石を実装されてからは難易度別にクエスト報酬として得られる特技の輝石を3種類となっていた。後に特技の輝石は3種類から2種類と1週毎の更新に変更され、中級のクエスト報酬の輝石は入手できなくなった。2019年11月29日からのマルチバトルは激闘+としてリニューアルされ、上級バトルの報酬で超級と獄級の鍵の入手確率はリニューアル前より大幅に上がる。超級と獄級では稀にラッキーモンスターを出現し倒すと討伐ポイントが獲得でき、獲得した討伐ポイントはあらくれ屋で青ミニゴロンを入手できる。翌週の月曜日になると週間討伐ポイントは0にリセットされる。
仲間詳細
モンスター1体をタップし続けると装備アイテムの変更・取り外し、バトルのさくせん変更、種アイテム使用の強化、特技の使用有無設定などを行える。バトルのさくせんは、「ガンガンいこうぜ」「バッチリがんばれ」「いのちだいじに」「サポートたのむ」「せんりょくうばえ」「MPつかうな」の6種類。さらに『どこでも』では「めいれいさせろ」「せんじゅつつかえ」を含む8種類まで存在する。クラスアップはランクD〜Sまでのモンスターを素材アイテムの6種類のオーブとその同じ色のかけらと宝石の組み合わせと決められた数に応じて行うことができる。クラスアップすると最大レベルまでの各ステータスの向上に加え、クラス毎に特技の枠と特性を増やせる。ただし、『どこでも』では最高ランクSSまでクラスアップするにはレインボーオーブが必要となる。
輝石
『どこでも』のみ存在のモンスター強化システム。モンスターの各ステータスの中から一つ向上（緑）とモンスター系統類（エメラルド）に加え、とくぎは呪文（赤）斬撃（水色）体技（濃い紫）踊り（薄い紫）息（黄）の計7種類。モンスターを装備させるとステータスのどれか1つアップさせる。とくぎは威力アップ、敵モンスターに当てる範囲、有効ステータス時間の継続向上、消費MPの削減などがある。装備すると逆にデメリットとしてモンスターの各ステータスの一つだけ下ってしまう。輝石探検とマルチバトルのクエスト報酬で入手できる。輝石を合成させると+6まで格段に上がる。詳しくは後述の輝石強化を参考。
職業
『どこでも』のみ存在のモンスター強化システム。アイテムのアイコンは石板。戦士・武道家・僧侶・魔法使い・商人・盗作・旅芸人・バトルマスター・賢者の9種類存在する。バトルマスターと賢者以外の職業の石板はカジノのすごろくの景品で入手し、職業の石板を使いモンスターを強化できる。バトルマスターと賢者の石板は期間限定のイベント関連のみとなっているため入手する数は少なく、闘技場のイベントバトルや連盟バトルのランキング上位によって数々多く入手できる。強化できるモンスターのランクはA以上となっており、モンスターの種類とランクによってかけらまたは記憶を使って割り振られる回数は決まっている。モンスターに与えた職業を別の職業の石板を変更したり今付いている職業をそのままリセットすると記憶として手元に戻る。ただし、リセットを行った場合は割り振った数だけゴールドを払うことになる。詳しくは後述のすごろくを参考。
うでだめし
パレード中にランダムで発生するバトル。他のプレイヤーと対戦できるシステムではあるものの、相手側はNPC扱いになっているので、直接対戦するわけではない。
制限時間（180秒）内に相手側のモンスターを全滅させるのが勝利条件となる（仮に全滅させられなかった場合は引き分けとなる）。なお、制限時間中に「さくせん」コマンドを使用した場合、カウントはストップされる。
戦闘開始時にHP・MP全快（死亡モンスターも復活）の状態となり、戦闘終了後には戦闘開始前の状態に戻る（死亡モンスターがいる場合は再び死亡状態へ戻る）。全滅した際のペナルティは発生しない。なおアイテムは使用可能であるが、ここで使用したアイテムは戻って来ず、相手側のモンスターをスカウトすることもできない。勝利するとスタミナが1回復する。
気合伝授
仲間から仲間へ気合を受け継ぎ、経験値を得られるシステム。ギャロを仲間にした時点でできるようになる。
気合をあげたモンスターは気合をもらったモンスターに吹き飛ばされ、自然に帰る（つまり気合をあげるモンスターは消滅する）。同じ種類のモンスターから受け継ぐと同種ボーナス、メタル系スライムから受け継ぐとメタルボーナスにより得られる経験値が増える。大成功が起こると、「覚えるかもしれないチカラ」の項目にある力をいずれか1つ獲得でき、「おうぎの書」を使うと必ず大成功、「超おうぎの書」を使うと覚えたい好きな力を1つ選んで大成功を起こすことが可能。
『どこでも』では経験値のみを得られるようになっており、大成功すると取得経験値が1.5倍に増加する。
とくぎ伝授
『どこでも』に存在。好きなモンスターに他のモンスターの同じ枠の特技を伝授させられるシステム。特技を伝授するモンスターよりも低いランクのモンスターに応援してもらい、成功率を上げられるが、伝授に使用したモンスターは自然に帰る。「とくぎの書」を実装されてから覚えさせる特技を伝授する確率を100%の状態でそのまま覚えることができる。
同種配合
プリティ島にある「配合のほこら」にて同じ種族かつレベル50以上のモンスターを配合して大きさ、特技、特性、ボーナス値の合計を受け継いだ同種モンスターを生み出す。生まれたモンスターはレベルが1になるが、ステータスが強化されたり、おもさが-1されたり新たに特性を覚えることがあり、配合したモンスターのランクやプラス値が高いほど、強力なモンスターが生まれる。
『どこでも』ではレベル10から同種モンスターを配合でき、配合後、元の2体のうち高いほうのレベルと両方の種で成長したステータスの合計値を引き継ぎ、新たな特性を習得、5回配合することでモンスター固有の特性を習得できる。1度の配合は同種の素材モンスターを最大9体まででき、さらに素材のモンスター1体につきレベル上限とうんのよさが1ずつ上がり、それぞれ最大99まで解放できる。基本元の元々のモンスターがAランク以上の場合「◯◯（モンスター名）の記憶」を素材として出した分だけ与えられる。ランクSSの同名同種族の限界突破でのみ特性を覚えることが可能になり、青ミニゴロンと同様専用の特性を習得できる。2019年3月26日から『同種配合』を『限界突破』の名称に変わった。
錬金ボックス
アイテムを2つ組み合わせ、新たなアイテムを作り出す機能。橋の王から錬金ボックスをもらった時点で利用できる。たまに暴走して普段より良いアイテムができたり、できる数が増えることがあるが、課金アイテムに該当する「肉」が関係する錬金については暴走しない仕様となっている。
そうび合成
ブラウザ版の錬金ボックスの代わりに実装されたシステム。同じ装備品同士を有料で合成し、特殊効果を最大3つまで付加する。効果の削除も有料。
後にブラウザ版にも実装された。
輝石合成
『どこでも』のみ存在。モンスターのステータス向上と特技の輝石を+6まで有料で合成できる。1個の+6まで合成していく度に払うゴールドは増えていく。また、輝石を装備するデメリットのステータス減少は格段に下がることはない。合成できる輝石は合成した数の同じ数値同士であったが、2019年7月のアップデートで合成した数値に関係なく合成が可能になり、同名同士の輝石以外の合成も可能になった。そのために+6までの合成ポイントは必要となって、同名同士の輝石以外の合成の場合は獲得する合成ポイントが若干低くなっている。
輝石変換
2019年7月から実装。所持している輝石を10個消費してランダムに別の輝石を変換できる。
施設
拠点に置かれている。拠点の規模によって全ての施設がある場合もあれば、1つしかない場合もある。
宿屋
10ゴールドを支払い、手持ちの全モンスターのHP/MPを全快する。死んでいるモンスターは回復しない。『どこでも』では無料。後のアップデートで廃止となって、マルチバトルおよびイベントバトルを終了するとHP/MPおよび死亡を含む異常ステータスを全回復する。
酒場
簡単なおつかいやモンスターの退治といった内容のクエスト（一部有料）を受注でき、クエストを達成することでご褒美が得られる。中には特定の曜日にのみ受注できる「曜日限定クエスト」が存在し、達成するとふくびき補助券が貰える。現在はクエストのある施設には専用のマークがつく。『どこでも』では廃止されている。
どうぐ屋
ゴールドを使ってアイテムの売買を行う。
プレミア屋
現実世界のお金で交換したコインでスカウト率を上げる「ニク」を購入できる。また、スタミナを回復させる「にんじん」、探検スカウトの探索時間を短縮する「ダッシュの鈴」も購入可能。
『どこでも』では代わりに「ショップ」が登場しており、ジェムを払うことによってモンスター枠、そうび枠の拡張やスタミナの回復できる。さらに、有償ジェム限定のスペシャルセットを1回だけ購入できる。
教会
ゴールドを支払い、死んだ仲間を生き返らせる。本作はオートセーブのシステムを採用しており終了の際は「ちゅうだん」コマンドを選んでブラウザを閉じる仕様であるが、演出としてセーブの役割を務めている。『どこでも』では廃止となって、死んだ仲間はマルチバトルおよびイベントバトルを終了すると復活する。
ギルド
ゲームをある程度進めたうえで、一定の条件を満たすと入会でき、様々な特典を得られる。ギルドポイントによってランキングが上下し、順位が高いと報酬が付与される。退会は自由。『どこでも』では廃止されている。
ふくびき所
ふくびき補助券をふくびき券に引き換えることができる他、ふくびき券を消費し、ふくびきを引いてレアなアイテムを入手できる。ふくびき券には銅・銀・金の3種のグレードがあり、高いグレードほど豪華な景品を入手できる。また、前述した3種の福引以外にも、イベントで貰える特別な福引券も存在する。
『どこでも』ではストーリーモードおよびチームから行える。ふくびき補助券は存在せず、ふくびき券・チームふくびき券・スペシャルふくびき券の3種類となってそれぞれ景品は異なる。
船着き場
定期船に乗って他の大陸へと移動する。
『どこでも』ではストーリー上のみ存在する。
あらくれ屋
タマゴロン1体をミニゴロン3体やオーブを宝石、期間限定のマルチバトルのコインを難易度別のコインとして入手できる。赤タマゴロン交換券を持っている状態で赤タマゴロンを交換する際に全ての特性の中から敵モンスターの特性以外の一つ選ぶことで入手できたり、討伐ポイントの交換で青ミニゴロンでしか付かない特性を入手できる。2019年3月26日からとくぎの書庫実装に伴い、とくぎのしおり100個をとくぎの書1冊を好きな特技を1つ選んで入手できる。
交換所
『どこでも』のみ実装。バトルメダル交換所・マルチメダル交換所・あらくれ屋・ちいさなメダル交換所・買取り屋がまとまり、一つ選んで取引を行う。
日替わりクエスト
荒れ地の大陸にいるタリーから一日一回受注できるモンスター討伐クエスト。スロットでモンスターの種類、レベル、討伐数を決定する。達成するとスタンプが押されると同時にふくびき補助券が貰え、一定数に達するとプレゼントが貰える。
たんけん（現在は廃止）
ワールドマップに点在するダンジョンに仲間モンスターを向かわせ、宝箱を入手する。稀にモンスターを連れてきて仲間にすることができ、ニクを持たせるとモンスターを連れてくる確率が上がる。2014年3月11日のアップデートで廃止となり、代わりにたんけんスカウトが実装された。
たんけんスカウト
たんけんに代わって実装。仲間モンスターにニクを最大10個まで持たせ、持たせたニクの数だけモンスターをスカウトする。洞窟はまもののエサ（1000Gで購入可能）を使う「したっぱの洞窟」、やせいのにくを使う「いっちょまえの洞窟」、しもふりにくを使う「おやぶんの洞窟」の3つで、肉のグレードが高いほど高ランクのモンスターをスカウトしやすい。ごく稀にニックネーム付きでステータスやランクが補正されたモンスターがスカウトできることがある。スカウトには3時間かかるが、ダッシュの鈴1個で1時間短縮でき、期間限定で鈴1個ですぐにスカウトを終了させることもできる。
『どこでも』では1エサ100Gを使いD〜Bランクのモンスターをスカウトする「したっぱの洞窟」と1ニク300ジェムを使い、B〜SSランクのモンスターをスカウトする「おやぶんの洞窟」、スペシャルチケット使ってS〜SSランクのモンスターをスカウトする「スペシャルなどうくつ」の3つがあり、どちらも即座にモンスターをスカウトできる。新規モンスターに伴う期間限定の「魔王カーニバル」だと1日1回10ニク3000ジェムを使い100%の確率でランクSSのモンスター1体をスカウトできる。特別な特技を持つモンスターをスカウトするとくぎセレクションを行われていたが、下記のとくぎの書庫の変更と同時に廃止となった。後に特別な特技を持つモンスターはスカウト排出一覧の中からモンスター名を赤文字で表記される。
とくぎの書庫
『どこでも』のみ存在。1回200ジェムを消費してランダムにとくぎの書を入手する。2週に1度ずつ、とくぎの書を更新する。
新生転生
ブラウザ版のみ存在。海の底にある「転生のほこら」にてレシピと素材を使って特定のモンスターのステータスを強化する。
バトルスタジアム
2014年1月27日メンテナンス後実装。荒れ地の大地へ初めて到着してから利用可能になり、以後無条件かつ無制限に参加できる。他のユーザーのパーティと戦う（CP操作であり完全な対人対戦ではない）ことでポイントを稼ぎ、階級によって決められた連戦の成績でランキングを競う。敗北しても一度だけリベンジ可能で、リベンジで勝利すると勝利した方の成績に書き換えられる。
階級は3種類あり、それぞれの階級によってランキング集計の連戦数、おもさ制限が異なり、ライト級は4戦かつおもさは120まで、ヘビー級は5戦かつおもさは250まで、その他イベント限定で様々な特殊ルールの階級にも挑戦できる。
1試合ずつHP、MPは回復し、死亡したメンバーは復活する。また、にんじんも消費せずスタミナは消費しない。相手のパーティを見てメンバーを入れ替えることも可能。その代わりバトルで経験値やゴールドを得ることはできず、ハンドも使用できない。
毎週月曜日に最も好成績であった任意の連戦回数がランキング集計に掛けられ、ランキングに応じてクラスが決まり、そのクラスの高さに応じた枚数のバトルメダルが報酬として支払われる。バトルメダルを使用することでゴールドでは買えない景品を手に入れることができる。
モンスター闘技場
『どこでも』のみ。2017年1月28日メンテナンス後に実装。公式バトルは他のユーザーのパーティと戦い、稼いだポイントで連戦の成績でランキングを競う点はバトルスタジアムと同じだが、対戦相手は他のプレイヤーが操作するパーティーとの対人戦であり、バトルの仕様はマルチバトルと同じ。負けた相手へのリベンジは不可能。バトルが始まるとモンスターの最大HPは3倍となって、クエストバトルとマルチバトルと違って特技の威力は弱めで調整されている。翌週の月曜日になるとプレイヤーが所属するクラスが成績次第で変動する。フリーバトルは一騎打ちの1vs1と2vs2と4vs4が選べるようになり、公式バトルと同様に調整されている。2019年10月21日からの公式戦はAI公式バトルの変更により、モンスターのさくせん「命令させろ」の代わりに「せんじゅつつかえ」を加えた6つとなっていて、重さ制限は170以下の変更となった。2019年11月29日から1番目の仲間を選んだ場合はパーティのリーダーになり、リーダースキルが発揮されるようになった。
2017年1月28日からイベントバトルと出されていたが一度も行われずに2019年10月22日から2020年4月19日まで外されたが、その年の4月20日から実施された。期間限定まで決められた種族で重さ制限とつまみ無しのルールで行い、一週間経つと参加したプレイヤーのランキングの上位次第で黄ミニゴロンとアイテムの数が多く貰える。黄ミニゴロンはあらくれ屋で入手できる青ミニゴロンとの限界突破で取得する特性は異なっている。
チーム
『どこでも』のみに登場。プレイヤー同士で交流したり、チームクエストに参加することでチームのレベルを上げ、購買部に投資することで様々な恩恵を受けられる。同じチームに所属するチームメンバーの中から1日1回宝箱のマークが付くとチームメンバーのルームに訪ねてアイテムを入手できる。ルームを訪ねている間に「おためしバトル」が可能になり、うでだめしと同様対戦相手はNPC扱いで時間無制限に行い、戦闘中アイテムの使用とさくせん変更は不可能となっている。
カジノ
ドラゴンクエストシリーズと同様カジノコインを消費してポーカーとスロットを遊べる。景品の中からカジノでしか入手できないアイテムが売られている。
すごろく
メインメニューからカジノをタップするだけで1日1回すごろく券が配られる。持てるすごろく券の上限は3枚まで。目的地のゴールもしくはすごろくポイント6000以上稼ぐと終了し、参加したモンスター30体に「◯◯（モンスター名）のかけら」を2つ入手できる。さらにすごろくポイントを貯まった数だけすごろくじの景品の中からランダムに職業の石板（戦士、武道家、僧侶、魔法使い、旅芸人、盗賊）、種、ゴールド、カジノコインを入手できる。すごろくの入れ替え期間になると中断していたデータはリセットとなり、入れ替え期間を過ぎるとすごろくの景品を初期状態の形として万能の記憶やタマゴロンを各1個ずつ仕入れるようになる。2019年3月26日から持てるすごろく券の上限は最大5枚まで増やすのと同時に1回のすごろくを2枚または3枚まで消費できるようになる。その際、クリアした時点ですごろく券を消費した枚数分だけ獲得するすごろくポイントと参加したモンスターのかけらを倍として増やせる。

## 登場人物

### キャラバン
主人公（デフォルト名なし）
本作の主人公。ロジナの村に住むキャラバンマスターにあこがれていた少年。妹・マリンカと共に村長に育てられていた。襲われていた馬車を助けクロナの護衛を代行することになり、キャラバンマスターの隊長として冒険を始める。本物の夢見の王によっていにしえの巫女と共に世界に関わる一人であることを知らされる。
実は200年前に精霊王に造られた器で世界神。
クロナ
うつしよの巫女と呼ばれる少女で、光の大陸のキリロの町出身。後ろに結んだ黒い長髪と民族風の青い衣装が特徴的で、肩や臍を露出している。幼少期は魔物が蔓延り外出も許されない環境で育ち、不自由な環境で育ったことを見かねた両親パメラとランドが旅の扉を使用して緑の大陸に転移させた。予言通りの黒髪に首筋に巫女の紋章があるが、本人としては紋章がコンプレックスとなっており、それを見られることを極端に嫌う。夢見の王に会うため主人公と共にキャラバンに同行する。
気が強い性格でギャロとはよく喧嘩をしており、ギャロからは「やかましの巫女」などと呼ばれている。エツィロプの洞窟でアウローラが落盤事故に遭って絶命した際には巫女の力で蘇生させる奇跡を起こしており、それ以降幾度となく奇跡を起こしてキャラバンを窮地から救い出している。
夢見の城に近づくと露骨に遠回りしたり逃げたりしようとするが、それは夢見の王に会うという目的が達成されることで旅が終わってしまい仲間たちと離れ離れになってしまうことを嫌がったために取った行動であり、本人は一連の不審な行動についてギャロから詰問された際に「仲間たちと会うまで友達がいなかった」と心情を吐露している。
闇の王の一件以降は、光の大陸の王に仕えている。
ハンド
キャラバンマスターに同行する喋る手袋。元はクロナを護衛していた他のキャラバンマスターの手袋であったが、任務続行が不可能となったためアデリナ号と共に主人公たちと同行する。キャラバンマスターのアドバイザーでありかなりお喋りなのだが、通常のハンドは無口らしい。なお、どういう原理で動いているのかは本人も知らない。
実は死んだ天空人の魂で、精霊王に仕える存在。白いライトハンドと黒いダークハンドの2種類がおり、主人公と行動を共にするハンドはライトハンド。夜の大陸では橋の王の命令でダークハンドと協力して巫女を封印しようとしたが、掟を破った闇の王を止めるため、橋の王によって阻止され、事情を知った主人公たちに許された。
Ver.2ではオーブを奉られる異世界に赴くと色と性格が変化してしまい、異世界での事件を解決すると本来の色と性格を元通りに戻っていく。
パレード中はカーソル代わりとなり、モンスターを摘んだり、アイテムを収集したりする。
アデリナ号
主人公たちの馬車を牽引する雌の白馬。ハンド同様元は他のキャラバンマスターのものであったが、主人公がキャラバン連盟に入団したことで正式に主人公たちの馬車になる。頭はよく、よくギャロを蹴っている（ギャロが関係ない時でも蹴り飛ばすほど）が、心の底ではギャロを信頼している。実はタミーノとパミーナに飼われていた人語を解する牛で、闇の王の呪いで馬にされて生き別れ、今に至る。闇の王の一件の後に正体を表したが、主人公たちとこれからも旅を続けるため自らの意思で馬に戻る。
攻撃力は無いため、パレード中に一度でもモンスターに攻撃をされるとパレード失敗になる。
スラリン
主人公と幼い頃から一緒にいる親友のスライム。キャラバンマスターとして冒険を始めたときに一緒に同行する。口の中は夏はひんやり、冬はあったかしているため、タオルを口の中に入れて冷やしたりする。
パレードでは他のモンスターと共に戦いに参加できる。唯一、気合伝授で素材にすることはできない。2019年3月26日のアップデート前まではランクSSまでのクラスアップと最大レベル15。それ以降は同種のスライムとの同種配合と最大レベル99まで上げることが可能になった。
ギャロ
キャラバンマスターに詳しいモヒカン頭の少年（しかし、見かけによらない年齢だという）。馬に嫌われるという体質からキャラバンマスターになれず馬泥棒（実際は憂さ晴らしにキャラバンを襲って、馬は逃げていた）をしていたところ、主人公たちと出会い同行する。
キャラバンマスターとしての知識は仲間の中でもかなり詳しい（通信販売で手に入れた書物がその源になっている）。過去には（馬泥棒に限らず）少なからず悪事を働いていたと道中で自ら明かしている。アデリナ号には毎度蹴られているのだが、それでも逃げてしまう他の馬よりは懐いているともいえる。主人公や尊敬するキャラバンマスターには敬意を払うものの、他の人にはぞんざいな態度をとるためクロナとはよく衝突しているが、光の大陸でようやくアデリナ号やクロナへの信頼を顕にした。
例えば、キャラバンマスターは時には人助けを行うことを解きながら、いざそういう事態になった時には先を急ぐのが優先だと述べたりと、やや自己中心的な性格のきらいがある。また、ノーシュの正体を知って以降はこれまで「いけすかねぇ」と嫌っていたところから一転して「マスター・ラドゥガの娘」として敬意ある態度で接するようになるなど、人の扱いの違いがはっきりしている。
ver.2でも引き続き主人公の旅に同行する。
マリンカ
主人公の妹。兄と共に村長に育てられた。はじめは村にいたものの、いてもたってもいられず荒地の大陸へ渡航の際に乗り込み以後同行する。動物のお世話をするのが得意。ノーシュに一目惚れをしてしまうのだが、女性だと知り失恋するも以後もノーシュと呼び慕っている。少々お調子者であり、不気味な洞窟の中でもはしゃぐなどしてキャラバンの一行を呆れさせることもある。夢見の王の力で聖なる世界と魔の世界を繋ぐはしだての巫女だと判明し、その際に紋章も出てきている。
Ver.2ではクロナ、アウローラを呼び、影の君の出自を調べた。
アウローラ
キンザザ王とマスター・ラドゥガの娘である荒れ地の大陸の姫。巫女の紋章を持ち魔物を従わせる力を持つ。顔を隠し「ノーシュ」を名乗り荒れ地の大陸の各地で民を助けていた。
主人公たちを付け狙っていたが後に誤解とわかり、母を捜すために主人公たちに同行、当初は中央の大陸でキャラバンマスターに正式加入するまでの予定であったが、夢見の王によってとこよの巫女だと判明する。
ラドゥガが主人公たちに仇為す様子を目の当たりにしてからは脱退を申し出るも、周囲から引き留められて旅を続ける。ラドゥガの所業を知ってからは、彼女を敵視している。闇の王の一件以降は石化したキンザザに代わり、荒れ地の大陸を治めている。
ヴィクタル
炎の大陸の中心部で出会った謎の幽霊。主人公に殺されたと本人は言うが、詳細は不明。数百年前にギロイの町を救い、後に闇の王を倒した高名な武道家でありギロイの町にはその功績を讃えた石像が存在するが、死んでから幽霊になるまでかなりの年月が経過していたためギロイの町を訪れるまで自身の素性を失念していた。主人公たちと出会ってからは主に助言を行い、幽霊から得た情報で冒険を助けるが、実体を持たないため武道家の腕前は現在全く振るうことができずにいる。
ノンナ
Ver.2より登場。ロジナの村に住む赤髪の少女。キャラバンマスターを目指しているが、モンスターを恐れている。
実はミノロ島のマギシ家出身。モルジアナという中身が正反対の双子の妹がいたが、妹が代わりに魔獣ドムドロールの生贄に出頭した。そして現在、生贄の役割が自分の番に周り、魔物への恐怖を克服するために主人公のキャラバンに仲間入りした経緯を持つ。魔獣ドムドロールの件でモルジアナが生きていたと喜んでミノロ島へ帰郷する。その後オーブ探しのためにモルジアナや主人公たちと共に旅立つ。影の神殿でモルジアナが影の君の力を使って封印を解いたのと同時に再び死亡してしまい、闇の王に真実を聞いたことから影の君にお礼を言うだけでなく守見のヨアンナに復讐を止めるよう決意を固めた。
モルジアナ
Ver.2より登場。ノンナの双子の妹。姉とは正反対の気の強い少女。10年前、魔獣ドムドロールの生贄に出頭し、彼に食べられて死亡した。モルジアナの死が原因で影の君がいざという時のためにうり二つの存在を創造し、魔獣の世界の件の後、魔獣ドムドロールの体内に遺してあったモルジアナのリボンを基に影の君によって再び生を与えた。そのための生存の経緯として「影の君によってドムドロールから逃げ隠れ、生き延びた」と仮説を立てるようになる。ノンナと共にミノロ島へ帰郷する。その後、オーブ探しのためにノンナと共に主人公たちと旅立つ。再び生を与えてから自身にとって10年間ドムドロールに逃げ回っていたと思われノンナとの会話が辻褄が合わなく疑問を抱いてしまい、空の大陸に行く途中に闇の王から真実を知り、いざという時のために影の君の力を使えるように闇の王に頼んでいた。自身を犠牲に影の君の力を使って影の神殿の封印を解除した。
ギャロとはよく喧嘩をしており、ギャロからは「やかまし 女」や「わがまま女」と呼ばれている。

### 闇の王の軍政
闇の王
魔の世界を治める王で、精霊王と対になる存在。白い肌で幼い少年の姿をしているが、計り知れない実力を持ち、光の大陸に拠点を構える。
先代の闇の王が渡りの時を待たずして聖なる世界に侵攻し、ヴィクタルに敗れて次代の闇の王に転生するはずだったが、闇の王に心酔するリフォトによって不完全な転生をされ、当代の肉体に先代の闇の王の魂が宿り今に至る。
主人公たちが海の牢獄を経由して城に乗り込んできた時には、ラドゥガとセフィラとアッシャを取り込んで力を増して封印を解き、世界各地に魔物を送り込む。リフォトの魂=闇の衣を纏っているため攻撃が効かないが、巫女たちの祈りで衣を剥がされ、一度敗北すると赤い肌で四本脚を生やした闇の王ヴラートへと変貌する。
敗北後はクロナたち巫女の力で転生させられたと思われたが、掟を破ったために魂が欠けてしまい転生が不可能になっていた。主人公の働きで魔物たちから七つの系統の心を受け取ることに成功し、それによって魂を満たすことで転生に成功。その後は先代とは別の人格であるため友好関係を保てている。
2019年6月27日からたんけんスカウトの魔王カーニバルのみ「闇の王（人の姿）」、2020年6月12日から6月セレクションの「闇の王ヴラート（覚醒）」をスカウトできる。ただし、「闇の王（人の姿）」は他のSSモンスターおよびヒーローキャラの入手する確率より低く設定されている。
セフィラ
闇の世界のはしだての巫女。大人の容姿をしており、礼儀正しい性格で、先代の闇の王にも仕えていた。主人公たちが闇の王の城に乗り込んできた時には既に闇の王に殺され、力を奪われたが巫女の魂が眠るいにしえの魂の座で主人公たちに自らの過去を明かす。
アッシャ
闇の世界のうつしよの巫女。幼い容姿をしており、ギャルっぽい言動をとる。先代の巫女を務めていた母が闇の王に殺されたため、幼くして巫女になった経歴を持つ。まだ聖なる世界の環境が魔の世界の住人に対応しておらず、城の中でしか活動できないため退屈している。ラドゥガの次に闇の王に殺され、力を奪われた。
リフォト
闇の世界のとこよの巫女。黒い長髪の少女の容姿をしている。先代の闇の王に心酔しており、闇の王がヴィクタルに倒された時に不完全な転生をしてしまい、闇の王が魂は先代、肉体が当代という不完全な状態となってしまった。その後は闇の王に取り込まれてしまうが、闇の衣となって彼が受けるダメージを遮断している。
マスター・ラドゥガ
荒れ地の大陸出身の伝説のキャラバンマスター。アウローラの母で、キンザザ王の妻。アウローラに酷似した容姿をしており、胸元の開いたタイトなドレスを身にまとい胸に×印の傷が付いている。魔物を従わせる力を持っていたが、ある日魔物から娘を差し出すよう脅迫された際、代わりに自分が魔物に従うと契約し闇の王に従い、彼の家庭教師となった。それが原因で光の大陸の人々からは疎まれているが、魔物の扱いは良く、多くの部下から慕われている一方で、ユリヌスなど古参の魔物たちからは快く思われていない。
光の大陸に向かおうとする主人公たちとの対立の末、自らの命が尽きないと解除できない封印を闇の王の城に施し、城で主人公に倒された。3人の聖なる巫女が彼女を蘇生しようとしたが、人間としての寿命が尽き、魔物と融合して生きながらえていたために蘇生することはできず、闇の王に取り込まれた。
その後、キンザザ王に対して夢の中で彼に新たな妻（アウローラの母）となる人物を探すよう告げ、闇の王との最終決戦では夫と共に闇の王に溺れるリフォトを諭し、闇の衣を剥ぎ取るきっかけを作った。
闇の王討伐後にカツェ村へ行くと、娘のアウローラが世界を救うため戦ったと表明したことが分かり、岩戸の教会では、光の大陸の人々がラドゥガは闇の王から自分たちを守ってくれていたことを理解したことが分かる。
2019年10月21日から交換所でヒーローキャラとしてスカウトできる。ただし、たんけんスカウトでは排出されず、限界突破でタマゴロンおよび赤タマゴロンを使用できない。
夢魔ベスノザ
夢見の王に成り代わり、いにしえの巫女を捕らえ殺そうとしている魔物。姿はボストロールそのもの。後に「ベスノザゾンビ」として蘇り、再び主人公に襲い掛かる。
ライーゾ、マッソ
闇の王の部下であるひとつめピエロとバトルレックスの色違いの魔物。炎の大陸での聖なる楽器収集において、主人公やザーラ王子を阻む。闇の王との最終決戦では彼によって「ライーゾゾンビ」「マッソゾンビ」として蘇り、冥士ユリヌスと共に主人公の前に立ちはだかる。
ユリヌス
闇の王の騎士団筆頭で、ラドゥガの部下。冷徹な性格で、聖なる楽器を全て手中に収めるため、主人公や配下の魔物たちを利用している。聖なる楽器が全て集まり、ニエバの森で主人公に敗北した時は森の力で霊体として蘇るも、同じ幽霊のヴィクタルにとどめを刺された。闇の王との最終決戦では彼によって「冥士（めいし）ユリヌス」として蘇り、ライーゾゾンビ、マッソゾンビと共に主人公の前に立ちはだかる。
偽主人公、偽クロナ
ユリヌスの部下で、主人公とクロナになりすまし彼らから聖なる楽器を奪おうと企む魔物。偽主人公の正体はももんじゃで、モシャスとホイミぐらいしか取り柄が無く、偽クロナは本物と違って上品な口調で喋る。ユリヌスの任務を果たそうとするが、楽器を持っているせいで他の魔物から本物と間違われて命を狙われるためにユリヌスを裏切り、主人公側につく。しかし生き延びるためとはいえ度重なる裏切りを重ねた2人はユリヌスの手によって命を落とすこととなってしまう。墓はカルィム城の者によって建てられた。
アシュバ公爵
光の大陸の見張り塔を占拠し、闇の王の城へと繋がる跳ね橋を上げた魔物。
グルクフ
闇の王の城に入ろうとする主人公の前に立ちはだかる魔物。
おおねこまどう
先祖代々闇の王に仕えてきた執事。一人称は「吾輩」。素敵な毛並みをしている。闇の王の不在中に反乱した魔物を鎮めるために邪悪の風を解放し、役目を終えて封印して邪悪の風に憑依されてしまったが、撃破後に元通りの状態になる。
その後は協力をしてくれる。

### その他の人物(Ver.1)
夢見の王
中央の大陸の十七代目の王。悪夢を予言し世界中のキャラバンマスターにいにしえの巫女捜索の御触れを出す。しかしその直後、闇の勢力によって攫われ、夢魔ベスノザが夢見の王に成り代わり城に召還されたいにしえの巫女候補たちを幽閉していた。ベスノザから救出され、世界を救う予言を得るため王墓アナスタシスへと向かい、自分の墓を見て驚愕。その後、ラドゥガに暗殺されるが、中央の大陸のニエバの森でのみ魂だけの状態で存在できる。闇の王の一件の後は次代の夢見の王の座をタミーノに明け渡し、昇天する。
橋の王
全ての橋は自分の領土と称する謎の老人。主人公を兄者と勝手に呼び、ヴィクタルとも知り合い。橋のあるところに現れ謎の助言をしては消える。その役割は、聖なる世界と魔の世界の環境が入れ替わった際、互いの住民を入れ替えること。しかし闇の王が渡りの時を待たずに聖なる世界の侵略を企てたため、闇の王を止めるべく二つのハンドを生み出す。
夜の大陸の下層にある朝焼けの世界が彼の国であり、そこではクロナ、アウローラ、マリンカの三人に巫女の力を授け、闇の王が現れた時は主人公たちを逃がし、闇の王を夜の大陸に閉じ込めようとして犠牲になった。
実は精霊王の弟で、主人公を兄者と呼ぶのは主人公が次代の精霊王となる存在であるためである。
Ver.2では小鳥の姿で生存しており、終盤になって本来の姿を取り戻した。それまでの経緯として小鳥の姿の時は上空から主人公たちに役立つアイテムの運搬を担っていた。
キンザザ王
荒れ地の大陸の王。その昔にマスター・ラドゥガに助けられた過去からキャラバンマスターに温厚であったが、現在はキャラバンマスターに対し中央大陸に渡らせないなど冷遇され、マスター・ラドゥガの痕跡を大陸から消そうとしたり名前を言うだけで罰せられるなど強攻策を取っている。
実は魔物から娘を差し出すよう脅迫され、その代わりに妻が去ったことで娘を守ろうとしていた故の行動であった。
妻ラドゥガの仇を討つため、闇の王に戦いを挑むが一瞬で石にされてしまったが、ラドゥガと共に闇の王に心酔するリフォトを諭した。
精霊王
ニエバの森に住んでいる王。闇の王とは対となる存在で、200年前に次代の精霊王の器として主人公を生み出した（そのため、主人公と精霊王は容姿が似ている）。光の大陸に渡る方法として聖なる楽器を提示した。聖なる楽器の守護者らは彼が造った存在。
当初は器として不完全な主人公を処分する方向で考えていたが、闇の王の一件、夢見の王の説得の後は次代の精霊王として主人公を認めた上で力を与え、消滅した。
ギャングル
炎の大陸において、どんな物でも一瞬で作ってしまうほどの腕利きの大工。マーシャという一人娘がいる。趣味は秘湯めぐり。
デルス王
炎の大陸の王。文武両道を地で行く王であり、多くの民から慕われていた。闇の王を倒すために必要となる聖なる楽器を集める旅に出掛けた直後に魔物に襲われ、兵士の身をかばって命を落とす。死後に魂は幽霊船に捕らわれていたが、主人公たちによって解放されたことで昇天した。
ザーラ王子
デルス王の弟。幼い頃から兄や大臣に守られてきたため役に立ちたいと思う気持ちが強く、それ故ダリ大臣が泣く泣く自身に命を絶つよう求めてもあっさり了承してしまった。デルス王の魂が救われた後はデルス王から王位と炎の大陸の命運を託され、以降は聖なる楽器の在り処を探し、主人公たちに教える。
ダリ大臣
炎の大陸の大臣。当初は誘拐されたザーラ王子の救出を主人公たちに頼んでいた。後にカピタンはダリ大臣が誘拐犯の正体であると主張し、デルス王が客死したことに続いてザーラ王子を謀殺すればダリ大臣が王位を手にできる状況であると話した。だが実はザーラ王子の謀殺を図ったのは魔物に強要されたためであり、それに従わなければ国民の命にも危害が及ぶと脅迫されていた。事件解決後はザーラ王子が幼い頃からデルス王と同等に期待しては失望することを繰り返してきたことを詫び、カピタンと共に必死で補佐することを誓った。
カピタン
クルッグ港で一行が出会う男。最初は酒場のバーデンダーとして主人公たちに誘拐されたザーラ王子の行方についてヒントを教えるが、後に誘拐事件の容疑者として扱われる。身柄を拘束された当初ダリ大臣は身代金目的の脱走兵であると話したが実の姿はカルィム城新親衛隊隊長であり、王子を亡き者にしようとするダリ大臣から守るために王子を連れ去る。デルス王やザーラ王子とは兄弟同然に育った。
ザドン
火とかげの穴に住む荒くれ。当初はザーラ王子をさらった犯人ではないかと主人公たちから推測され、一緒に暮らしている息子も一旦は人喰いの魔物に供するためにさらった子供と決めつけられてしまう。問題の魔物はタッチャンと呼ばれており、ブチュチュンパをそのまま著しく巨大化した姿である。そのタッチャンとの戦闘が終わると、息子とタッチャンと共に火とかげの穴にすむ一般人であり犯人ではないことが明らかになり、主人公たちとはあっさりと和解する。
盗賊ザイツ
海神の領海で一行が出会う赤髪の盗賊。主人公の求める聖なる楽器を横取りする。「皆様の旅にご幸運のあらんことを」が口癖。盗んだ品をマグダッグに売りつけ、豪遊するための資金稼ぎをしているが、実は取引先のマグダッグは実の父親で、過去に父がギャンブルに溺れて家庭を顧みなかったことで母は心労が祟ってこの世を去った。それ故母の恨みを晴らすため、父が欲する物を言い値で売りつけて破産させようとした。マグダッグの事情を知った後は彼を「クソ親父」と呼びながらも一緒に生活している。
Ver.2のストーリーではマグダッグが暑苦しい性格になって鬱陶しく思い、主人公たちに頼み込む。炎の大陸の活躍で元に戻った際に影の君にマグダッグの性格が変わっていた出来事の記憶を消してもらうよう頼みこんだ。
大富豪マグダッグ
海神の領海に館を構える老大富豪。家庭を顧みずにギャンブルに溺れ、息子のザイツを不幸な目に遭わせてしまったことを後悔し、罪滅ぼしのためにザイツが奪った道具を言い値で購入して破産しようとしているが、その真意は取引という形でザイツに財産を譲り、彼に盗賊家業から足を洗って欲しいためだった。オークの長靴の件以降はザイツに資産を全て明け渡し、隠居することに決めたが、事情を知ったザイツから家に戻ることを許された。
Ver.2のストーリーでは炎の世界が現れた影響で暑苦しい性格になり、ザイツを困惑させた。元に戻った後は影の君によって性格が変わった出来事の記憶を消去された。
うつほ
海の深宮に仕える魚人のような出で立ちの女性で、たるほ姫の侍女。昔から海神の領海に姿を現し、周辺の人々からは「波間の美女」と噂されているが、声をかけた人は誰も戻って来ない。実は彼女が姫で、たるほが侍女。海の底は地上よりも時間の流れが遅く、闇の王の驚異が去るまで主人公に海の底への滞在を望む。幼い頃に両親を亡くし、寂しさのあまりひねくれた言動をとり、クロナは彼女の態度を嫌悪しているが本当は優しい性格で、野心の無い主人公たちの手助けをする。
たるほ
海の深宮の姫で、やや太めの体形。気さくな性格であり、うつほの理解者。
太古の大蟹
海の底にある竪琴の神殿で長い眠りについている大蟹。光の大陸の封印を解くために必要な「聖なる旋律」を知っており、モンスターを強化する「新生転生」を担当する。
ダークハンド
幽霊キャラバンに仕える黒いハンド。橋の王の命令で、闇の王から優秀なキャラバンマスターといにしえの巫女を守るため、ハンドと協力して彼らを夜の大陸に誘い、封印した。二種揃うと真の力を発揮するため、自分以外のダークハンドは全て闇の王によって根絶されている。闇の王が攻めて来た時は他の住人が皆殺しにされた中で生き残ったが、彼も闇の王に見つかり始末された。
タミーノ王
リスノイ城を拠点に夜の大陸を治める王にして世界最強のキャラバンマスター。パミーナを王妃に持つ。ダークハンドに封印されたいにしえの巫女を救出しようとする主人公と対峙するも、彼らの実力を認め巫女の解放を許可した。闇の王が夜の大陸に攻めてきた時は過去に城の大工が造った幽霊船で難を逃れ、最終決戦時は主人公たちを闇の王の城へと送り届ける。闇の王の転生後には夢見の王から中央の大陸の王の座を託された。
パメラ、ランド
クロナの両親。心優しい性格だったが、クロナが生まれてすぐに魔物に殺された。
モイラ、ジャジャ
クロナの義理の両親であるももんじゃ。ジャジャが義父で、モイラが義母だが、実は闇の王の命令で親を亡くしたいにしえの巫女を監視していただけで、闇の王の城に運ぶ途中で巫女に逃げられた罰として、絶海の孤島にある海の牢獄に幽閉された。そしてクロナの居場所を白状させるために拷問を受け続け、主人公たちが駆けつけたが救出することはできず、彼らに闇の王の城への抜け道を教えた。
闇の王を倒したのちは解放された。
タホ・ド・ラッキー卿
闇はらむ雲海のモンスタルの町に住む男性。彼含め、雲海の住人はモンスターだが、お互い見慣れた顔なので人間に姿を変えている。口癖は「タホ」。
行商人モモ
スカウトチャンスの際、にくを売りに来る行商人。
タリーとサリー
荒れ地の大陸の「戦いの遺跡」や「バトルスタジアム」にいる女性。前者の「戦いの遺跡」がタリー（ツインテールに胸元の開いたタイトなワンピース）であり、後者の「バトルスタジアム」がサリー（大きな胸に常時なびくスカーフが特徴）である。2人とも同一のキャラクターデザインをしている。時折英語が混じる快活な語り口調で参加者を励ましつつ戦いに送り出す。

### その他の人物(Ver.2)
オンゴロ
石の世界のロンゴの町に住む高名な神官。後に自分もやわら化してしまい、サムサラの塔に挑む主人公たちに強引に同行する。
ガワ・ン・デデド
ロンゴの町の西で祀られ、岩岬の神殿に住む石の世界の神。片言で喋る。見た目はストーンマン。最初は主人公たちをやわら化が進んでいるとして戦いを挑むも、敗北すると主人公を精霊王と認めて和解する。仲間に花と川の神がいる模様。
邪悪の風
オーブを所有する主人公の命を狙う謎の魔物。肉体を持たず、何にでも乗り移り、弱い魔物に乗り移っても凶悪な魔族を倒せる力を持つため、闇の王によって封印された。
その正体は守見によって消滅させられた世界神たちの負の感情が意思を持ったもの。守見と生ある世界を憎んでおり、影の君を唆して守見への復讐を企てる。
最期は邪悪の風バムルヤードと化すも敗北し、主人公、闇の王、橋の王によって影の君ごと消滅させられた。
守見のヨアンナ
生まれざる書に記されし、全ての対なる世界を守る者と自称する女性。世界の理に従い、数多の世界を訪れているが、他者の犠牲も厭わない。主人公たちの行動を常に監視し異世界での変化をもたらした張本人や世界崩壊の危機を告白し、さらに影の君の役割を終えたのと同時に主人公とモルジアナを除く仲間たちに影の君に関する記憶を消去させた。オーブ探しの一件を引くよう主人公たちに言い渡したはずが引くことなくモンスターを召喚し死なせない程度に襲いかかったが負けてしまい、主人公とモルジアナの折り曲げない信念を見て影の君の記憶を返した。しかし、邪悪な風の部下に深手を負わされてしまい、塔の番人に保護された。
塔の番人
謎の神殿に住む樹木の姿をした番人。人語は話せないがスラリンは彼の言葉が分かる。終盤、影の君に消滅させられた。
影の君（かげのきみ）
謎の神殿が現れたのと同時にこの世界に落ちてきた人物で、全身真っ黒の影の世界の神。光の君、黄昏の君の弟。
主人公たちと同行してから故郷である影の世界に帰郷し役割を終わるのと同時に守見のヨアンナに消えてしまった。200年前、役目が終わったという理由で自分の世界と兄弟である光の君と黄昏の君を消滅させられてしまった。その際、邪悪の風に唆されて自らの肉体を提供し、生まれざる者の書も賜り、ヨアンナへの復讐を誓った。
主人公に敗北した後、主人公、闇の王、橋の王は彼を転生させようとしたが邪悪の風の守見への恨みは変わらないこと、本当の望みは静かな死の中で再び滅んだ者たちと巡り合うことであるとし、主人公らに邪悪の風と共に自分を消すことを依頼し、オーブを残し消えていった。
光の君、黄昏の君
影の君の長兄と次兄。自信の消滅と影の君の救済を望む。
ジャイル
炎の世界の住人。かつては町一番のランナーで、足の遅い人を見下していたが、無理が祟って足を怪我してからは住人に走りを教えるようになり、自分と同じように無理な訓練を続ける人々を気にかけるようになった。そのため、影の君に足の治療を勧められた時は断った。
スィージャ
炎の世界の神。見た目はほのおのせんし。好戦的な性格で、彼に勝利すると英雄として讃えられるため、炎の世界の住人は日々己を鍛えて彼に挑戦している。レッドオーブの影響で彼も暴走するが、主人公に敗北すると実力を認め、オーブを託す。
魔獣ドムドロール
魔獣の世界出身の超巨大なトロル。100年ほど前に空からミノロ島に降り立って10年に一度、人間を食べている。
魔獣の世界にグリーンオーブが現れたことで住民の身体が縮む現象が起こっていたが、彼がオーブを外の世界に持ち出したことで解決した。しかし、元の世界に帰れなくなり、空腹に耐えられなかったがためにミノロ島の住人を食べるようになったが、これでも食事を抑えているとのこと。
主人公たちとの戦闘後に上記の境遇を語り、主人公たちがグリーンオーブを取り戻した後は元の世界に戻っていった。
バルフォロイ
獣王の神殿に住む魔獣の世界の神。見た目はデスカイザーで、古風な口調で話す。本来は巨大だが、作中では主人公に合わせて身体を小さくしている。
デン・ダイン
武者の世界を司る武の神。見た目はヒッポキング。影の君に唆され、荒地の異空で主人公たちと対峙する。
ケルーノス、マロウズ
狩猟と雪の神。ケルーノスは見た目は砂塵の幻馬。マロウズの見た目はスノードラゴン。影の君に唆され、ヨアンナと謎の神殿を破滅させようとする。
ネズス
剣の神。見た目は魔剣神レオパルド。ゴールドオーブを求め、主人公と対峙。
モンテス
古代の神。見た目はオリーブ色のギガントドラゴン。ゴールドオーブを求め、主人公と対峙し敗北するも、イザンに歯向かわなかったことで見逃された。
神狩りのイザン
元守見の中年男性。守見の聖堂より離反し、ヨアンナの生まれざる者の書を持ち逃げした。現在は世界神を倒した時に発生する宝石を狩り、高次元にいるというお得意先に売りさばいている。次第に主人公に協力的になり、最期は影の君が差し向けた魔物の群れから主人公たちを逃がすために犠牲となり、自分の生まれざる者の書をヨアンナに託して影の君の呪縛から解放した。

## 用語
聖なる世界と魔の世界
聖なる世界と魔の世界は一定周期で環境が入れ替わり、どちらの世界の住人も逆の環境では生きられないため、渡りの時が来たら橋の王の力を借りて互いの世界を交換する必要がある。
精霊王と闇の王
精霊王は聖なる世界を、闇の王は魔の世界を存続させる役割を持ち、どの王も欠けてはならず、役目を終えた場合は転生する必要がある。
夜の大陸
精霊王が緑の大陸に似せて作った大陸。時の流れから隔絶されており、聖と魔、どちらの世界の住人でも生きられる。
いにしえの魂の座
役目を終えたいにしえの巫女の魂が眠る場所。
石の世界
石の身体を持つ人々が住む世界。普通の人間と同じ体質になる「やわら化」に悩まされており、こちらの世界を「やわら化界」と呼んでいる。
サムサラの塔が出来てからはやわら化が進行し、魔物に襲われるようになった。